# Wilhelm Mac Neven O’Kelly ab Aghrim
Wilhelm Mac Neven O’Kelly ab Aghrim (* 1713 oder 1714 in Ballynahown in Irland; † 9. Februar 1787 in Prag (Pfarrei St. Stephan) in Böhmen) war ein  Arzt, Studiendirektor der medizinischen Fakultät der Karls-Universität Prag, Fachschriftsteller und Professor.

## Herkunft
Die Herkunftsfamilie der Mac Nevin-O’Kelly von A(u)ghrim (aus dem Hause der Mac Neven of Crannagh) ist ein irisches Uradelsgeschlecht, das auf Athius Mac Cnaim-hin (Mac Nevin) 1159 zurückgeführt wird, das aus dem Geschlecht der keltischen Fürsten von Niall-Noigiollach stammen soll.
Anfang des 18. Jahrhunderts kamen seine Eltern Hugo Mac Nevin of Crannagh (* Dublin 1682) und  Honora O’Kelly of Ballynahown aus dem Hause der Lords of Hy-Maine nach Wien und Prag. Wilhelm Mac Neven wurde am 13. Oktober 1750 von seinem Großonkel, dem Reichsritter, Hofpfalzgrafen (Comes palatinus) und Reichsherold Sir William O’Kelly d’A(u)ghrim († 1751) of Cullagh and Ballynahown, der als  Anhänger des gestürzten Königs Jakob II. von England  auf den Kontinent geflohen war, adoptiert und erhielt den alten böhmischen Ritterstand in Anbetracht der Herkunft aus altadeligem Geschlecht in Irland mit der Verleihung des Prädikats „O’Kelly von Aghrim“ und das Inkolat in Böhmen (datiert Wien 20. September 1753) für Wilhelm Mac-Neven of Crannagh (1713/1714–1887) (Böhmische Landtafel Saalbücher, Band CCIV, S. 61–63) und den böhmischen Freiherrnstand (datiert Wien 14. November 1767) (Böhmische Landtafel Saalbücher, Band CCXVI, S. 658–664).

## Leben
Wilhelm Freiherr (seit 1767) Mac Neven O’Kelly ab Aghrim et Rausenbach nahm 1743 das Studium der Medizin an der Karls-Universität Prag auf, wurde als Dr. med. 1748 zum Professor extraordinarius und 1750 zum Professor ordinarius der medizinischen Institutionen der Prager Universität ernannt. Dort wurde er 1755 Studiendirektor der medizinischen Fakultät und Professor für allgemeine Pathologie. Ab 1784 war er Assessor der Censur-, Universitäts- und Sanitätskommission. Er erwarb Verdienste um wissenschaftliche Reformen der medizinischen Fakultät.
Innerhalb der Fakultät genoss er großes Ansehen, soll aber wegen seiner Strenge und der Bevorzugung eigener Landsleute unbeliebt gewesen sein. Er war Vorsitzender bei Prüfungen und kontrollierte die Arbeit einzelner Professoren. In den Kellergewölben der Universität ließ er das erste chemische Labor einrichten.
Neben seiner Lehrtätigkeit praktizierte er auch als Hofarzt der Kaiserin Maria Theresia. Er wurde wegen seiner erfolgreichen Tätigkeit als Arzt und Pädagoge am 20. September 1753 in den böhmischen Ritterstand und 14. November 1767 in den Freiherrnstand erhoben. Er war auch als Fachschriftsteller der geistige Vater eines Generellen Gesundheitserlasses für das Königreich Böhmen.
Wilhelm   Mac Neven O’Kelly heiratete am 24. Juni 1750 in Königsaal bei Prag (Pfarrei Maria am Theyn in Prag) Maria Anna Rausch von Rauschenbach (verstorben in Zrutsch am 28. Februar 1765), der Tochter des Johann Ferdinand Ritter Raus von Rausenbach und dessen Ehefrau Marianne Serens von Aichenau. Ihr Vater war Eigentümer der Burg und Grundherrschaft Zrutsch und auf Kraseniowicz.  Nach der Hochzeit nannte er sich Wilhelm Mac Neven O’Kelly ab Aghrim et Raus(s)enbach. 1767 erbte er die Besitzungen seines Schwiegervaters, auf denen die Familie den Sommer verbrachte. Im Winter wohnten sie in ihren Barockpalais in Prag, erbaut 1770 nach Plänen von Johann Ignaz Palliardi, das bis heute die Bezeichnung Mac Nevenovsky palác trägt. Ihr Sohn Walliam setzte die Stammlinie fort.

## Nachkommen
- William Hugo Johann Baptist Mac Neven O’Kelly ab Aghrim, * Zrutsch an der Sazau am 1. Dezember 1758, † Prag 13. November 1813, Dr. jur. et phil., Kaiserlich königlicher Hofrat, Verfasser einer böhmischen Verfassungsgeschichte, welche die Rechtsauffassung der Stände umschrieb und vertrat; am 2. August 1763 ehelichte er Maria Theresia von Pollinger (* Mantua ?, Manetin ?) am 10. November 1759, welche am 21. August 1808 in Prag verstarb. Das Ehepaar hatte 9 Kinder, darunter
  - Maria Wilhelmine, * Prag 27. August 1783, verstorben in Linz an der Donau, verehelicht am 2. August 1802 in Prag mit Heinrich Gottlob Otto Ernst Graf von Schönburg-Unterglauchau, aus dem standesherrlichen Haus, verstorben am 9. Dezember 1817.
  - William Eduard (1786–1840), K.k. Ulanen-Oberstleutnant, unverehelicht
  - Friedrich Ernst, (1789–1838), K.k. Jäger-Major, er war 1808–1809 Fähnrich der Prager Akademischen Freiwilligenlegion gegen Frankreich, unverehelicht
  - Ludwig Achilles, * Prag 16. Juni 1795, verstorben in Laibach in der Krain am 14. Januar 1873, K.k. Gubernialrat, verehelicht in Thurn bei Laibach am 4. November 1835 mit Viktorie Elisabeth Freiin Codelli von Codellisberg, Fahnenfeld und Sterngreif. Das Ehepaar hat drei Töchter und den Sohn:
- Franz Wilhelm Mac Neven of Crannagh-Mac Neven, Freiherr Mac Neven-Kelly von Aughrim, Erbherr von Ballynahown (1849–1918), K.u.k. Kämmerer und Leutnant der Reserve, K.k. Hofrat in Klagenfurt, verehelicht mit Eleonore Montfort di Laurito aus dem Hause Monteforte dei duchi di Laurito, marchesi di San Giuliano, K.k. Sternkreuzordensdame (1854–1922), Tochter des Johann Baptist Graf von Montfort di Laurito, Feldmarschallleutnant und K.k.Kämmerer, verehelicht mit Sophie Prinzessin von Thurn und Taxis aus dem Hause Lautschin, der II. Linie des reichsfürstlichen Hauses Thurn und Taxis (Böhmisches Inkolat Wien 18. September 1797 und Baden 4. Juli 1829). Deren Sohn:
- Hugo Maria Franz Wilhelm Johann Ludwig, * 1875, als letzter Namensträger der Mac Neven of Crannagh-Mac Neven 1939 in Brasilien verstorben, war K.u.k. Kämmerer und Rittmeister a. D., 1917 verehelicht mit Margit Freiin Reinlein von Marienburg (* 1891), Warenhaus-Directrice in São Paulo in Brasilien